# L'Intouchable (film, 2019)
Pour les articles homonymes, voir L'Intouchable.
Ne doit pas être confondu avec le film Intouchables, réalisé par Olivier Nakache et Éric Toledano, sorti en 2011
Pour plus de détails, voir Fiche technique et Distribution.
L'Intouchable est un film documentaire britannique réalisé par Ursula Macfarlane, sorti en 2019.
Il retrace l'affaire de harcèlements et d'agressions sexuelles dont le producteur Harvey Weinstein est accusé.

## Description
Le documentaire revient sur l'affaire Harvey Weinstein, producteur influant d'Hollywood et du cinéma américain. Il a nécessité le contact de plus de 400 personnes et contient les interviews d'actrices qui ont accusé Weinstein de harcèlements ou d'agressions sexuelles,.

## Fiche technique
- Réalisatrice : Ursula Macfarlane
- Titre original : Untouchable
- Société de production : Lightbox

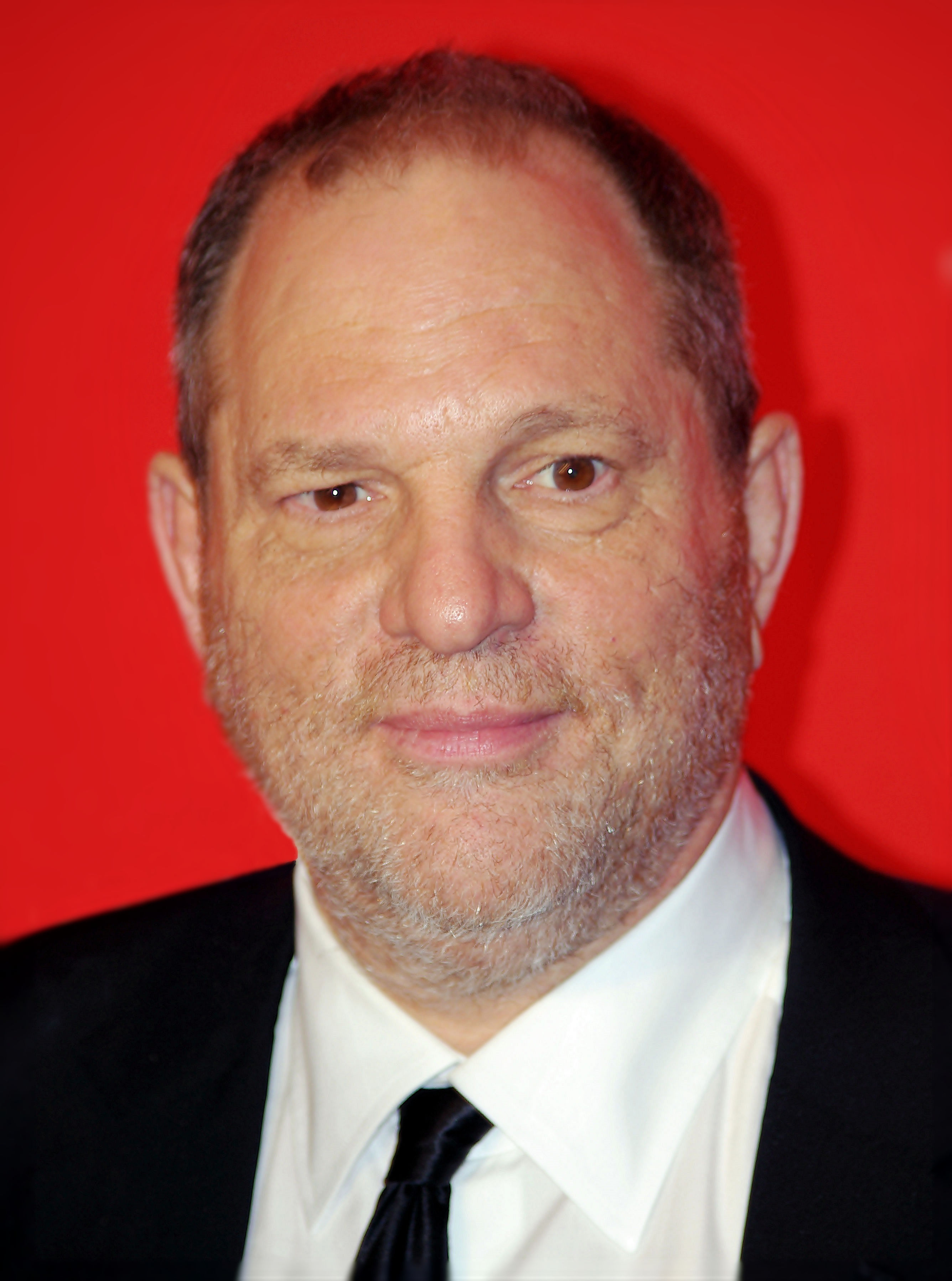
Harvey Weinstein en 2011.

- Producteurs : Jonathan Chinn, Simon Chinn, Poppy Dixon
- Musique : Anne Nikitin
- Budget : 19 millions de dollars
- Distribution France : Le Pacte
- Dates de sortie : 
  -  États-Unis : 25 janvier 2019 (festival du film de Sundance 2019)
  -  France : 14 août 2019

## Participants
- Benjamin Brafman, avocat de Harvey Weinstein
- Hope Exiner D'Amore, actrice
- Mickey Osterreicher, avocat spécialisé dans les droits de la presse
- Deborah Slater, secrétaire
- Jack Lechner, chef de développement
- John Schmidt, directeur financier chez Miramax
- Kathy Declesis, assistante de Bob Weinstein
- Mark Gill, président chez Miramax
- Jeffrey Katzenberg, président chez Disney
- Zelda Perkins, assistante de Harvey Weinstein
- Ken Auletta, écrivain, The New Yorker
- Erika Rosenbaum, actrice
- Dave Channon, ami d'enfance de Harvey Weinstein
- A.J. Benza, chroniqueur
- Rebecca Traister, journaliste
- Rosanna Arquette, actrice
- Caitlin Dulany, actrice
- Nannette Klatt, actrice
- Louise Godbold, actrice
- Paz de la Huerta, actrice
- Lauren O'Connor, productrice
- Abby Ex, productrice
- Andrew Goldman, journaliste
- Kim Masters, journaliste
- Ronan Farrow, journaliste
- Megan Twohey, journaliste, The New York Times
- Jodi Kantor, journaliste, The New York Times
- Mike Bodie, Private Intelligence Source
- Bob Weinstein, lui-même (images d'archives)
- Harvey Weinstein, lui-même (images d'archives)